# 폴리스 아카데미
《폴리스 아카데미》(영어: Police Academy)는 1984년부터 2014년까지 미국에서 제작된 영화 시리즈이다.
대한민국에서는 1986년 ~ 1995년에 미국의 중개업체를 통하여 배급되어 MBC를 통하여 방송되었다.
미국의 코미디 영화로서 대단한 인기를 누렸으며, 전세계적으로 방영 당시 대대적인 반향을 불러 일으켰다. 특히 대한민국의 경우 이후 총알 탄 사나이, 마스크 등 미국식 코미디를 쉽게 접할 수 있는 가교 역할을 이 영화가 톡톡히 해냈다. 또한 이런 인기 덕에 1984년부터 1989년까지 매해 시리즈가 촬영되었으며 그 이후에도 1994년에도 후속작이 나온 데다가 심지어는 2014년에도 후속작을 촬영했다.
에릭 라사드 치안감이 교장으로 있는 경찰학교에서 벌어지는 사건을 중심으로 이야기가 전개된다.
코미디 영화임에도 불구하고 사회구조적 문제들인 빈부 격차와 인종차별, 테러, 종교의 다양성 등 무거운 소재도 설득력 있게 다루고 있으며, 이 때문에 벌어지는 싸움, 폭행, 범죄문제등을 비중있게 다루었다. 실제 영화에는 흑인인 모지스 하이타워가 인종차별에 격분하여 순찰차를 그 무시무시한 괴력으로 뒤집는 바람에 퇴교되었다가 범죄자들에게 인질로 붙잡혔던 해리스 경감을 구출함으로써 복학한다든가 좀도둑이였다가 경찰학교 생도가 된 채드 코플랜드 등 모든 계층들이 벌이는 다양한 일화가 묘사되어 있다.

## 시리즈
- 폴리스 아카데미 1(1984)

시장이 경찰관이 되는 조건을 대폭 낮추자 각종 어중이 떠중이들이 경찰관이 되기 위해 모여든다. 이에 해리스는 함량부족인원을 경찰로 받아들이는 것에 대해 불만을 표출한다. 라사드 교장은 이 인원들을 경찰로 받아들이고 캘라한이 교관으로서 이들을 경찰관으로 만들어가는 과정을 다뤘다. 마호니와 하이타워는 경찰 후보생 신분으로 사고를 쳐서 경찰학교에서 퇴학을 당했다. 이후 도시에 폭동이 일어났는데 해리스는 이 폭동을 진압한다며 나섰다가 인질로 붙잡혔다. 이 상황에서 마호니와 하이타워가 해리스를 구출하고 경찰학교에 복학하게 된다.
- 폴리스 아카데미 2 - 첫 임무(1985)

에릭 라사드의 동생인 피터 라사드는 경찰서장이다. 하지만 피터의 담당구역의 범죄율이 매우 높음에도 불구하고 검거율이 낮았기 때문에 피터는 보직해임의 위기에 몰렸다. 이에 피터는 경찰학교 교장으로 있는 형 에릭에게 전화를 걸어서 유능한 인재를 달라고 요청했으며 이에 에릭은 자신이 엄선한 6명의 대원들을 동생인 피터에게 파견한다. 한편 마우저는 갖은 로비를 한 끝에 피터 라사드가 보직해임되면 그 자리에 후임으로 들어가게 해준다는 약속을 받아냈다.
- 폴리스 아카데미 3 - 재훈련(1986)

시에서는 예산 부족의 문제로 인하여 에릭 라사드의 경찰학교와 마우저의 경찰학교 중 한곳을 폐교해야만 하는 처지에 몰렸다. 이에 에릭 라사드 이하 경찰학교 임직원들은 자신의 경찰학교가 폐교되는 것을 막아야 한다. 두 경찰학교에서는 각각의 종목으로 서로 겨루게 되었다.
- 폴리스 아카데미 4 - 시민 순찰대(1987)

라사드 교장은 경찰과 민간인들 간의 범죄소탕 공조활동을 위해 시민 순찰대를 창설하지만 해리스는 민간인이 경찰의 업무에 끼어드는 월권행위를 한다는 이유로 반대한다. 하지만 마호니를 비롯한 교관들이 민간인들을 시민 순찰대로 키워낸다. 막판에 플록터가 범죄자들의 꾐에 넘어가는 바람에 대량탈옥사건이 발생하고 경찰과 시민순찰대의 맹활약으로 탈옥한 죄수들을 모두 검거하는 데에 성공한다.
- 폴리스 아카데미 5 - 마이애미 비치 임무(1988)

라사드 교장은 정년을 넘겼다. 이에 해리스 과장은 이 사실을 허스트 국장에게 고자질했으며 경찰간부대회를 끝으로 정년퇴임하기로 되었다. 하지만 라사드의 가방이 다이아몬드 절도범죄단의 두목인 토니의 가방과 뒤바뀐다. 이 때문에 라사드는 토니의 인질로 잡히지만 토니의 부하들이 워낙 바보같았기 때문에 토니는 울상을 짓는다. 토니는 라사드를 인질로 잡고 경찰간부대회 장소를 빠져나갈 궁리를 하는 반면 라사드는 이게 인질극 재현훈련인 것으로 오인하여 토니 일당에게 매우 친절하게 대해준다. 하지만 조카인 닉과 부하들이 토니 일당을 진짜 납치범이라고 설명하자 라사드는 몸소 토니를 제압했다. 이 공로로 라사드는 종신정년의 특혜를 받았다. 한편 해리스는 작전 중에 물에 빠졌는데 악어가 나타나는 바람에 위험에 처했지만 하이타워가 악어와 격투를 벌인 끝에 해리스를 구해내고 이 공로로 하이타워는 1계급 특진한다.
- 폴리스 아카데미 6(1989)

- 폴리스 아카데미 7 - 모스크바 임무(1994)

영화 촬영의 의도가 냉전종식으로 미국과 러시아가 화해를 하는 시대적 배경을 많이 반영했다. 미국의 경찰관인 라사드와 그 휘하의 폴리스 아카데미 직원들은 러시아 정부에서 미국 정부에 수사를 요청함에 따라 미국 정부로부터 차출되어 러시아로 파견된다. 콘스탄틴 코날리라는 러시아 마피아 두목이 러시아에서 물의를 일으키있는데 러시아의 경찰력으로는 해결하지 못하고 있기 때문이였다. 이에 미국 정부에서는 폴리스 아카데미의 요원들을 러시아에 파견했다. 이 과정에서 라사드는 엉뚱한 차를 타는 바람에 목적지가 아닌 다른곳으로 갔고 졸지에 장례식 문상객이 되었다. 콘스탄틴 코날리는 세계를 정복할 야심으로 게임개발회사를 차려서 자신이 개발한 게임에 세계 각국의 국가기밀 정보를 해킹할 수 있는 프로그램을 숨겨 놓았다. 일단 캘라한이 밤무대 가수로 위장해서 콘스탄틴 코날리의 환심을 사서 콘스탄틴 코날리의 정부가 된다. 또한 다른 경찰들도 콘스탄틴 코날리의 부하가 되는 데에 성공하여 잠복임무를 수행한다.
- 폴리스 아카데미 8(2014)

## 주요 출연자

### 생도
- 캐리 마호니(성우 - 김도현) - 스티브 구텐버그

계급 - 경사
전직 경찰관의 아들이지만 아르바이트를 하는 도중 고객의 자가용을 주차시키다가 파손시키는 사고를 벌이는 바람에 유치장에 수감되었다가 징역을 살지 않는 대신 경찰관이 되었다. 장난치기를 무척 좋아하는 성격을 지녔지만 지능적으로 사건을 해결하는 천재적인 경찰관이다. 말썽을 자주 일으키지만 친화력이 좋아서 의외의 장소에서 의외의 인물들과 친분이 깊으며 이 사람들을 장난이나 사건 해결 등에 동원하기도 한다.
- 라벨 존스(성우 - 이인성) - 마이클 윈슬로우

계급 - 경사
마호니의 친구로 마호니와는 유치장에서 만났다. 마호니와 같은 처지로 경찰관이 되었으며 마호니 못지 않게 장난치기를 좋아하며 유쾌하고 넉살 좋은 성격을 지녔다. 성대모사의 달인으로 이 세상 모든 종류의 소리들을 모두 흉내낼 수 있으며 어려서부터 절권도를 익혀서 무술 실력도 매우 뛰어나다. 특히 마호니와 처음 만났을 때 총기난사 소리를 흉내내서 사람들을 대피하게 만들기도 했으며 강연시간에는 군중들이 환호하는 소리를 흉내내기도 하며 심지어는 수사를 할때도 이 능력을 최대한 발휘해서 사건을 해결하기도 한다. 싸울 때의 모습은 이소룡의 흑인 버전이라 할 정도로 이소룡과 흡사하다. 모든 시리즈를 개근했다.
- 모지스 하이타워(성우 - 김기현) - 故 부바 스미스

계급 - 경사 → 경위(폴리스 아카데미 5 마이애미 비치 이후)
2m를 넘는 흑인 거한이며 괴력을 보유하고 있지만 정작 경찰관이 되기 전에는 꽃집을 운영하고 있었으며 성격은 조용하고 온순하며 감수성이 풍부하다. 하지만 동료들을 위하는 마음이 지나친 성격 때문에 한때 경찰학교에서 퇴교당하기도 했으나 반면에 이런 성격 때문에 오히려 복학에 성공하고 심지어는 특진까지 했다. 특히 세듀스 해리스를 구출한 적이 여러번 있으며 그 중에서 마이애미 비치 편에서 해리스를 구출하기 위해 혼자 악어와 사투를 벌인 것은 인구에 회자되었다. 배역을 맡은 부바 스미스가 키 201cm에 실제로 미식축구 선수 출신이다.
- 유진 태클베리(성우 - 신성호) - 故 데이비드 그라프

계급 - 경사
모지스 하이타워 다음으로 키가 크다. 전직 군인에 경비원 출신이라서 그런지 밀덕후이며 총기애호가인 탓에 총기를 많이 보유하고 있으며 실제로도 사격 솜씨가 작중에서 최고로 뛰어나다. 성격은 다혈질이지만 난폭한 게 아니라 뼛속까지 열혈 청년이며 그만큼 많이 움직이기를 좋아하는 성격이다. 총기 뿐만 아니라 오토바이도 좋아하는 전형적인 마초남이다. 작중 그의 아내도 등장하는데 아내도 태클베리와 마찬가지로 총기 애호가이며 처남(아내의 오빠)이 권투 선수이다. 황당한 것은 처남과 장인어른이 서로에게 주먹질을 하며 친분을 과시한다는 점이다. 배역을 맡은 데이비드 그라프의 키는 키 193cm이다. 하지만 불행히도 데이비드 그라프는 2001년에 향년 51세의 일기로 폴리스 아카데미 출연 배우들 중 가장 일찍 세상을 떠났다. 데이비드 그라프가 세상을 떠난 날은 그의 51번째 생일을 열흘 앞둔 날이였다.
- 라베른 훅스(성우 - 박은숙) - 故 마리온 램지

계급 - 경사
겁이 많고 소심한 흑인 여성으로 경찰학교 출신이다. 훅스가 인종차별당한 것이 원인이 되어 하이타워가 순찰차를 뒤집는 사건을 일으키게 된다. 배역을 맡은 마리온 램지는 2021년 사망했다.
- 닉 라사드(성우 - 박기량) - 매트 맥코이

계급 - 경사
에릭 라사드 경찰학교 교장의 조카로 마이애미 비치 편 이후부터 등장한다. 마이애미 비치 편에서는 경찰학교 경비 임무로 인하여 경찰간부대회에 불참한 캐리 마호니를 대신해서 주인공으로 활약한다. 이렇게 된 원인은 마호니 역의 배역을 맡은 스티브 구텐버그가 뉴욕 세 남자와 아기에 출연하느라 이 영화의 출연을 거절했기 때문이였다.
- 토미 '하우스' 콩클린 - 故 탭 다커

계급 - 경사
폴리스 아카데미 4 시민순찰대 편에서 경찰학교에 입학한 후보생이며 폴리스 아카데미 5 마이애미 비치 편에서는 정식으로 임관한 경찰관이 된다. 힘이 하이타워 급으로 강력해서 하이타워와 둘이서 고장이 나서 열리지 않는 비행기 문짝을 뜯어내기도 했으며 몸으로 부딪혔을 뿐인데 벽이 부서지기도 했다. 비만에 덩지가 상당히 크며 배역을 맡은 탭 다커는 아마추어 레슬링 무제한급 국가대표 출신으로 몸무게가 202kg나 되었다. 짐 드레이크 감독과 개인적으로 친분이 있으며 레슬링 선수에서 은퇴한 이후 나이트 클럽을 운영하기도 했는데 짐 드레이크의 권유로 배우 생활을 시작했고 첫 출연작이 폴리스 아카데미 4 시민순찰대이다. 하지만 탭 다커는 불행히도 저 몸무게가 원인이 되어 각종 질병에 시달렸으며 결국 당뇨 합병증으로 인하여 한쪽 다리를 절단하는 고통을 겪은 끝에 세상을 떠났다.

### 교관 및 임직원들
- 에릭 라사드(성우 - 故김현직) - 조지 게인스

계급 - 치안감
경찰학교의 교장. 우직하고 자애로운 반면 뛰어난 정치력을 지닌 전형적인 고관대작형 인물이다. 가문 자체가 경찰 가문으로 동생인 피터 라사드가 경찰서장을 하고 있으며 조카인 닉 라사드 역시 경찰관이다. 부하인 해리스가 말단 부하들을 갈굴 때마다 제재를 가하며 말단 부하들에게는 언제나 자상한 큰형님으로 행동한다. 전형적인 훌륭한 리더의 표본이다. 경찰이 되기 전에는 마트에서 짐을 나르는 일을 하기도 했다. 배역을 맡은 조지 게인스는 핀란드계 미국인에 1917년 생으로 2016년 2월 15일 노환으로 별세했다.
- 새듀스 해리스(성우 - 배한성) - G.W. 베일리

계급 - 경위(폴리스 아카데미 1) → 경감(폴리스 아카데미 2 첫 임무 이후)
경찰학교의 교관이며 과장. 뼛속까지 보수적인 인물로 부하들을 가혹하게 쥐어짜지만 맨날 부하들의 장난에 말려들어 곤혹을 치른다. 캐릭터의 모티브는 한국전쟁 참전용사인 월턴 워커 중장이다.
- 데비 캘라한 - 레슬리 이스터브룩

계급 - 경사(폴리스 아카데미 1) → 경위(폴리스 아카데미 2 첫 임무 ~ 폴리스 아카데미 6) → 경감(폴리스 아카데미 7 모스크바 특급 이후)
경찰학교의 교관. 장신에 글래머 여성으로 금발머리 백인이며 상당한 미인이다. 하지만 무술실력이 엄청 뛰어나며 문과 무 양쪽에 재능이 뛰어난 엘리트 경찰관이다. 성격 역시 공과 사의 구분이 명확하며 원리원칙을 준수하지만 그러면서도 자상하다. 주로 가르치는 과목은 체포술, 인명 구조, 수영 등이다. 특히 체포술을 가르치는 교관인 만큼 싸움실력이 모지스 하이타워와 비슷한 수준이다. 모스크바 특급에서는 해리스와 같은 계급으로 진급한다. 텔레비전 드라마 버전에서는 지역 변호사가 된다. 배역을 맡은 레슬리 이스터브룩은 키가 173cm으로 여성으로서는 장신이다.
- 칼 플록터 - 랜스 킨제이

계급 - 경사(폴리스 아카데미 1) → 경위(폴리스 아카데미 2 첫임 무 이후)
경찰학교의 직원으로 해리스의 부관. 초반에는 캘라한과 계급이 같음에도 불구하고 무능한 탓에 교관 임무를 수행하지 못한다. 해리스와 마찬가지로 매양 부하들의 장난에 말려들어 곤혹을 치른다. 게다가 무능해서 사고를 치는 경우도 잦은데 시민 순찰대에서는 범죄자들에게 이용당해서 대량으로 탈옥시키는 대형사고를 터뜨린다. 때문에 동기생인 캘라한이 진급하는데도 진급에서 누락되었다.

### 기타 경찰관
- 헨리 J. 허스트 - 조지 R. 로버트슨

계급 - 치안총감
작중 경찰관 최상급자이자 에릭 라사드 경찰학교 교장의 유일한 상급자로 경찰청장이다. 상당히 권위적이지만 원리원칙을 중요시하며 엄격하다.
- 피터 라사드 - 하워드 해즈먼

계급 - 총경
에릭 라사드 경찰학교 교장의 동생으로 경찰서장을 하고 있으나 검거율이 도시 전체 꼴찌를 기록하는 바람에 30일 안에 검거율을 높이지 않으면 보직해임을 당한다는 통보를 받았다. 이에 형인 에릭 라사드에게 도움을 요청하고 형이 파견한 정예요원 6명의 도움으로 범죄자 검거율을 향상시켜서 보직해임을 겨우 모면한다.
- 마우저 - 아트 메트라노

계급 - 경감
폴리스 아카데미의 외부의 라이벌. 폴리스 아카데미 2 - 첫임무에서는 에릭 라사드의 동생인 피터 라사드가 경찰서장에서 경질되면 그 후임 경찰서장이 되기 위해 온갖 음모를 꾸미며 피터 라사드를 훼방놓지만 실패했으며 폴리스 아카데미 3 - 재훈련에서는 에릭 라사드는 다른 경찰학교의 교장이 되어 경찰학교를 운영하고 있지만 역시 에릭 라사드를 훼방놓기 위해 갖은 음모를 꾸민다.

### 시리즈 별 출연
| 이름            | 폴리스 아카데미 1 | 폴리스 아카데미 2 | 폴리스 아카데미 3 | 폴리스 아카데미 4 | 폴리스 아카데미 5 | 폴리스 아카데미 6 | 폴리스 아카데미 7 |
| --------------- | ----------------- | ----------------- | ----------------- | ----------------- | ----------------- | ----------------- | ----------------- |
| 캐리 마호니     | 생도              | 경사              | 경사              | 경사              | 불참              | 불참              | 불참              |
| 라벨 존스       | 생도              | 경사              | 경사              | 경사              | 경사              | 경사              | 경사              |
| 모지스 하이타워 | 생도              | 경사              | 경사              | 경사              | 경사              | 경위              | 불참              |
| 유진 태클베리   | 생도              | 경사              | 경사              | 경사              | 경사              | 경사              | 경사              |
| 닉 라사드       | 불참              | 불참              | 불참              | 불참              | 경사              | 경사              | 불참              |
| 토미 콩클린     | 불참              | 불참              | 불참              | 생도              | 경사              | 불참              | 불참              |
| 에릭 라사드     | 경무관            | 치안감            | 치안감            | 치안감            | 치안감            | 치안감            | 치안감            |
| 세듀스 해리스   | 경위              | 불참              | 불참              | 경감              | 경감              | 경감              | 경감              |
| 데비 캘라한     | 경사              | 불참              | 경위              | 경위              | 경위              | 경위              | 경감              |
| 칼 플록터       | 불참              | 경위              | 경위              | 경위              | 경위              | 경위              | 불참              |

## 기타
- 샤론 스톤이 폴리스 아카데미 4 - 시민 순찰대에서 카메오로 출연했다.
- 마치 최가박당처럼 대히트를 쳐서 본작도 후속편이 여러 편 나왔으며, 해외에서도 여러 작품들이 벤치마킹 했다.

- 홍콩: 대두병 시리즈
- 튀르키예: 폴리스 아카데미쉬